# Masahito Kohiyama
Masahito Kohiyama, född den 7 maj 1969, är en japansk idrottare som tog brons i baseboll vid olympiska sommarspelen 1992 i Barcelona.